# Ponto de Encontro (programa de televisão)
Ponto de Encontro foi um programa de televisão português do tipo reality show, transmitido semanalmente na SIC de 1994 a 2002, apresentado por Henrique Mendes.

Tinha por objetivo reunir laços sociais e familiares cuja rutura tinha acontecido de forma involuntária por razões de natureza política e social.

## História
O programa tinha como inspiração o programa francês Perdu de vue (1990-1997). Dedicava-se ao encontro ou o reencontro de familiares e/ou amigos que se tinham perdido de vista ou de familiares que nunca se tinham conhecido.
Emídio Rangel decidiu avançar com o programa, pensado inicialmente como uma série de treze programas. Estreou a 27 de outubro de 1994, na SIC, às 22.15h, em pleno horário nobre, a seguir à telenovela.
O sucesso do programa foi enorme. Em 1995, a produção tinha por despachar cerca de 10 mil cartas.

### Genérico
No início do programa, passava um genérico com a seguinte letra da canção: "Nós enquanto juntos/ Sentimos a forma de amar/ Longe da vida sofremos/ A solidão/ De só recordar/ O tempo que vivemos/ É breve para nos separar/ E é justo conseguir/ O momento do reencontro/ Um abraço neste Ponto de Encontro/ Um abraço neste Ponto de Encontro".

## Produção
- Eduarda Batalheiro, produtora;
- Henrique Mendes, apresentador;
- Fernanda Alverca, realizadora